# Biegacz dołkowany
Biegacz dołkowany (Carabus irregularis) – chrząszcz z rodziny biegaczowatych (Carabidae). Występuje w Europie Środkowej i Zachodniej. W Polsce podlega częściowej ochronie gatunkowej.

## Wygląd
Długość ciała 19–30 mm. Ciało spłaszczone, duża głowa i asymetryczne żuwaczki. Barwa ciała brązowa, brzegi pokryw zielone lub czarnofioletowe.

## Środowisko
Preferuje rejony podgórskie i górskie.

## Zachowanie
Aktywne w nocy. Podczas dnia chowają się pod starymi, próchniejącymi pniami jodły lub buka. Odżywiają się ślimakami.